# Runianka japońska
Runianka japońska (Pachysandra terminalis) – gatunek zimozielonej krzewinki z rodziny bukszpanowatych. Pochodzi z Chin i Japonii. Jest uprawiana w wielu krajach jako roślina ozdobna.

## Morfologia

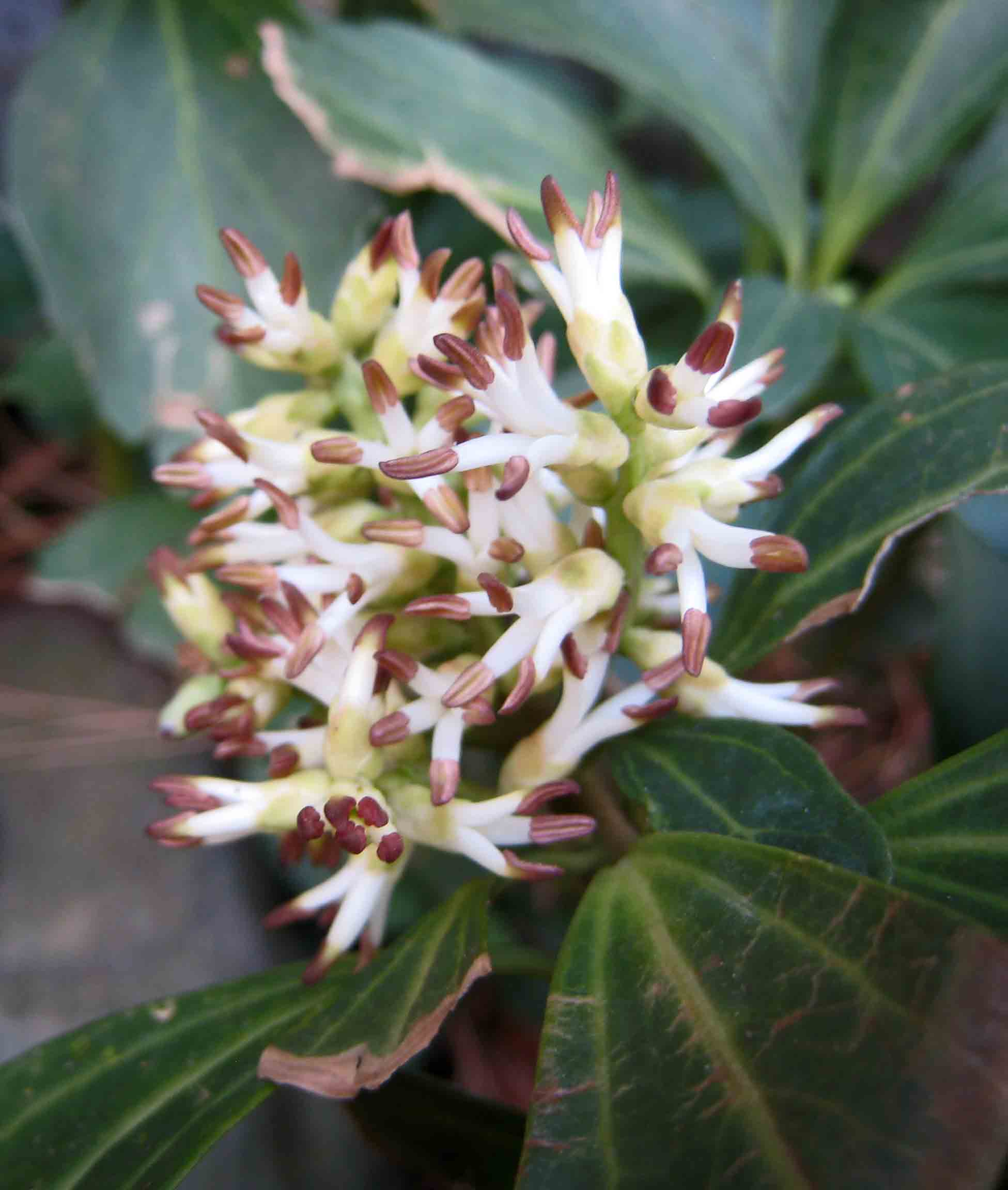
Kwiaty

PokrójZimozielona krzewinka o wysokość 20–30 cm. Szybko rozrasta się dzięki podziemnym rozłogom i tworzy gęstą darń.
LiścieZ rozłogów wyrastają okółki ciemnozielonych, skórzastych, podługowatych, grubo ząbkowanych liści.
KwiatyRoślina jednopienna. Niepozorne, białe lub różowe, pachnące kwiaty zebrane w szczytowe grona pojawiają się wczesnym latem.

## Zastosowanie

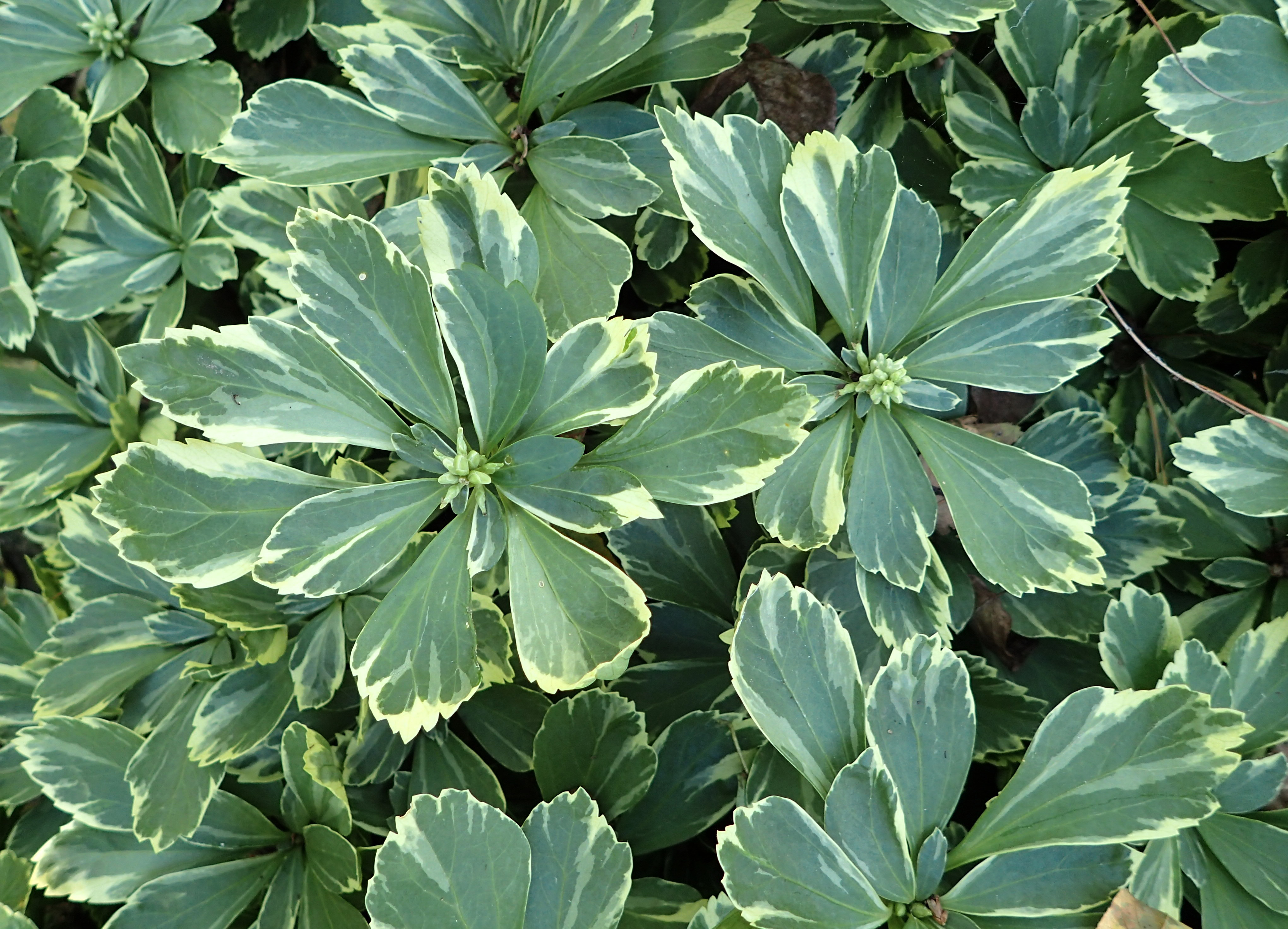
Odmiana `Variegata`

Roślina ozdobna uprawiana w gruncie. Szczególnie nadaje się jako roślina okrywowa. Może być w tym celu uprawiana pod wysokim drzewami. Istnieją kultywary o ozdobnych liściach, np. `Variegata` ma kremowozielone, pstre liście, wymaga ona jednak bardziej słonecznego stanowiska, niż typowa forma gatunku o ciemnozielonych liściach.

## Uprawa
Jest łatwa w uprawie. Preferuje miejsca cieniste, doskonale radzi sobie pod koronami drzew. Jest całkowicie mrozoodporna i nie ma specjalnych wymagań co do żyzności gleby, ważne natomiast aby była ona stale wilgotna. Jest bowiem wrażliwa na suszę i wymaga obfitego podlewania. Dobrze też znosi zanieczyszczenia miejskie. Rozmnaża się przeważnie przez odcinanie ukorzenionych rozłogów, można też przez sadzonki. Wskazane jest cięcie, które powoduje jej zagęszczanie się.